# Schochia viridis
Schochia viridis är en insektsart som beskrevs av Max Beier 1954. Schochia viridis ingår i släktet Schochia och familjen vårtbitare. Inga underarter finns listade i Catalogue of Life.